# Noskovačka Dubrava
Noskovačka Dubrava (1900-ig Dubrava, 1971-ig Dubrava Noskovačka) falu Horvátországban Verőce-Drávamente megyében. Közigazgatásilag Szagyolcához tartozik.

## Fekvése
Verőcétől légvonalban 35, közúton 39 km-re keletre, községközpontjától 4 km-re északnyugatra, Nyugat-Szlavóniában, a Drávamenti-síkságon, Noskovci és Szagyolca között, a magyar határ közelében fekszik.

## Története
A település a 19. század második felében keletkezett Noskovci délkeleti, Dubrava nevű határrészén. 
1880-ban 9, 1910-ben 146 lakosa volt. 1910-ben a népszámlálás adatai szerint lakosságának 73%-a magyar, 22%-a horvát anyanyelvű volt. Verőce vármegye Szalatnoki járásának része volt. Az első világháború után 1918-ban az új szerb-horvát-szlovén állam, majd később (1929-ben) Jugoszlávia része lett. A magyar lakosságot a második világháború idején a partizánok elüldözték, helyükre a háború után főként szerbek települtek. Lakossága a fiatalok elvándorlása következtében évtizedek óta folyamatosan csökkent, ma már alig a negyede a háború utáni népességnek. 1991-ben lakosságának 60%-a szerb, 33%-a horvát nemzetiségű volt. 2011-ben 59 lakosa volt.

## Lakossága
| Lakosság változása | Lakosság változása | Lakosság változása | Lakosság változása | Lakosság változása | Lakosság változása | Lakosság változása | Lakosság változása | Lakosság változása | Lakosság változása | Lakosság változása | Lakosság változása | Lakosság változása | Lakosság változása | Lakosság változása | Lakosság változása |
| ------------------ | ------------------ | ------------------ | ------------------ | ------------------ | ------------------ | ------------------ | ------------------ | ------------------ | ------------------ | ------------------ | ------------------ | ------------------ | ------------------ | ------------------ | ------------------ |
| 1857               | 1869               | 1880               | 1890               | 1900               | 1910               | 1921               | 1931               | 1948               | 1953               | 1961               | 1971               | 1981               | 1991               | 2001               | 2011               |
| 0                  | 0                  | 9                  | 44                 | 155                | 146                | 139                | 205                | 197                | 252                | 240                | 158                | 105                | 78                 | 68                 | 59                 |

(1890-ben és 1900-ban Durava néven. 1910 és 1971 között Dubrova Noskovačka néven. 1931-ig településrészként.)

## Gazdaság
A lakosság többsége mezőgazdaságból él.

## Nevezetességei
Védett műemlék a helyi temetőben található tömegsír és a fölötte emelt Kozarai gyermekek emlékműve. A sírkő egy szürke gránit tömbökből épített kőfalból áll, rajta egy stilizált nyitott fehér márványkönyvvel. A bal oldali dombormű egy anyát és gyermeket ábrázol, míg a jobb oldalon a szöveges rész látható. 1942 nyarán a Kozara környékén zajló hadműveletek nagy menekültpopulációt (mintegy 68 000 menekültet) eredményeztek, amelyet kezdetben túlnyomórészt úgynevezett átmeneti táborokban szállásoltak el. Noskovačka Dubraván egy nagyobb birtokközpont (puszta) volt gazdasági épületekkel. 1942 nyarán mintegy 250, a Kozara környékéről származó menekültet helyeztek itt el. A térség menekültjeinek nagy száma miatt az élelmezésük és ellátásuk leküzdhetetlen problémává vált. Az őrök végül 1942 decemberében elhagyták a pusztát. Ezt követően a túlélő fogvatartottak a partizánok ellenőrzése alatt álló területre költöztek. A legnagyobb problémát az élelem hiánya és a fogva tartási körülmények miatti rossz higiéniai feltételek jelentették. Emiatt az 1942. augusztus 25-től november végéig terjedő időszakban ezen a helyen 91 személy, akik közül 69 gyermek halt meg, főleg tífusz következtében.